# Панде Суджов
Панде Иванов Суджов е български революционер и обществен деец, войвода на Вътрешната македоно-одринска революционна организация в Долна Преспа.

## Биография
Суджов е роден през 1882 година в ресенското село Претор, тогава в Османската империя. Учи в Битолската българска класическа гимназия. По препоръка на своя учител Дамян Груев постъпва в четата на Петър Христов Германчето, в която изпълнява секретарски функции.
Преди 1903 година заедно с Христо Попов от село Любойно Панде Суджов ръководи организиран от ВМОРО нелегален курс за подготовка на екзархийски свещеници, наричана и Духовна семинария. Обучението в курса трае два месеца и се провежда на различни места в Преспанско, като една част от курсистите са набирани от патриаршистки села в Голема Преспа (Нивици, Гражден, Ръмби, Медово и други), Мала Преспа (Туминец, Глобочани, Пустец) и Битолско (Велушина, Лавци, Дихово, Братин дол и други).
Панде Суджов участва в Илинденско-Преображенското въстание и в последвалите го борби. След Младотурската революция от 1908 година се легализира, но преди Балканската война е арестуван и осъден на десетгодишен затвор. При влизането на сръбските войски в Битоля е освободен и заедно с тях навлиза в Долна Преспа, където спасява мюсюлманското население на село Асамати от планираното от сърбите клане.
В Междусъюзническата и Първата световна война Панде Суджов служи като подофицер в българската армия. След войната остава в родния си край, където е председател на Подмочанската община. Сътрудничи на четите на Петър Трайков, Петър Шанданов и Илия Дигалов.

### Убийството на Панде Суджов
На 22 март 1927 година, под предлог, че трябва да участват в потеря срещу албански разбойници или чета на ВМРО в близост до Претор, Панде Суджов и неговият съмишленик Алексо Паргов са изведени от домовете им от сръбски жандарми. През нощта, в колиба на брега на Преспанското езеро, жандармите застрелват спящите Суджов и Паргов. За последвалите събития съществуват различни версии. Според по-разпространената Паргов е убит на място, а Суджов е ранен. Въпреки това той успява да убие двама жандарми. По-късно е откаран в болницата в Битоля, където умира. Според Иван Михайлов смъртта на Панде Суджов се дължи на свръхдоза морфин, съзнателно инжектирана му от сръбски лекар.
Акцията по ликвидирането на Панде Суджов и Алексо Паргов е замислена и пряко ръководена от битолския сръбски жупан Добрица Маткович.
Панде Суджов е женен за Анастасия Стоянова от село Курбиново. Внукът им Панде Ефтимов е журналист и писател от Република Македония с българско национално съзнание.